# Gryfon Korthalsa
Gryfon Korthalsa – rasa psów z grupy wyżłów, zaklasyfikowana do sekcji wyżłów kontynentalnych w podsekcji psów w typie gryfona. Podlega próbom pracy.

## Krótki rys historyczny
Ewald Karel Korthals był twórcą pralinii gryfonów, do której użył szorstkowłosych wyżłów heskich, francuskich gryfonów oraz holenderskich psów wodnych. W 1888 została otwarta księga rodowodowa dla wyżłów niemieckich wyhodowanych przez Korthalsa, a sama hodowla była kontynuowana od 1896 roku przez barona szwajcarskiego Ginginsa d'Eclepens.

## Użytkowość
Pies myśliwski, lubi pracę w wodzie.

## Szata i umaszczenie
Gryfon Korthalsa ma włos bardziej miękki i rozburzony od bliskiego krewniaka wyżła niemieckiego szorstkowłosego, z którym łatwo go pomylić.
Umaszczenie rdzawobrązowe o różnym stopniu intensywności, biało-brązowe.